# Winnipeg Transit

Winnipeg Transit est l'établissement public assurant l'exploitation des transports en commun de la ville de Winnipeg, dans la province de Manitoba, au Canada. Elle exploite 93 lignes de bus.